# Naza (pintora)
Maria Nazareth Maia Rufino McFarren mais conhecida como Naza (Santa Cruz do Piauí, 19 de Abril de 1955) é uma artista plástica brasileira, mais conhecida por seus retratos abstratos de autoridades e celebridades e por seus quadros de espécies em perigo de extinção.

## Vida
O nome completo da artista Naza é Maria Nazareth Maia Rufino McFarren. Cursou o primeiro grau no Piauí, o segundo grau no Ceará e começou o curso universitário em Teresina, PI. Em 1976 mudou-se para Brasília, DF, onde começou a pintar profissionalmente. No mesmo ano, mudou-se para Recife,PE, onde viveu por 5 anos. Foi nessa cidade que Naza começou a desenvolver seu estilo, e fez sua primeira exposição individual. Também em Recife, nasceu sua filha, Guiomar Rufino Lins e Silva, em 1979. 
Em 1982 foi assumir emprego no Banco do Brasil, em Picos, PI. Enquanto morava naquela cidade, Naza sempre viajava para fazer exposições e pintar retratos em Fortaleza, CE, Recife, PE, São Paulo, SP e Rio de Janeiro, RJ. Em Picos, conheceu e casou-se com Stuart McFarren, um militar americano, e mudou-se para os Estados Unidos da América. Primeiro foi para Saint Thomas, VI, depois para Dalton, OH. Dalí foi morar por três anos em Fort Kobbe, uma base militar americana no Panamá. No Panamá foi contratada para pintar retratos da alta sociedade do país e expôs em várias galerias e no Museo de Arte Contemporáneo de Panamá. Entre seus clientes, estava o General Noriega e sua família. Foi no Panamá, no hospital Gorgas, que nasceu seu filho, Daniel McFarren, em 1987. 
Mudou-se para Arlington, VA, em 1988, na área metropolitana de Washington, D.C. A fase atual da artista é o resultado de pesquisas feitas quando morava em Arlington. Dessa época é o quadro “Losing The Fear of Red” (Perdendo o Medo do Vermelho), que foi como uma pedra fundamental e uma grande mudança de direção artística. 
Em 1990 mudou-se para Barbados, onde viveu poucos meses. De Barbados, já separada, mudou-se com os dois filhos para Fayetteville, NC. Lá, passou três anos trabalhando como artista plástica, como professora de português para o Exército americano (ARMY), e professora de arte para Fayetteville Technical Community College. 
Em 1993 Naza mudou-se para a Flórida e passou a residir na cidade de Boca Raton, FL, onde abriu o atelier Naza Art Studio na Palmetto Park Road. Envolveu-se intensamente com a comunidade local. Tornou-se membro ativo de várias organizações locais, entre elas, Boca Raton Chamber of Commerce, Women in Visual Arts, Boca Raton Professional Artists Guild, American Pen Women, Soroptimist International, e outras. 
Em 1998 a jornalista Suzane Jales escreveu e publicou o livro "O Figurativo Abstrato de Naza" (Abstracted Realism by Naza), com o patrocínio da cidade de Teresina, PI, e do Grupo Claudino.  
Naza mudou-se para Deerfield Beach em 2003 e, em 2005, começou a criar roupas e outros produtos inspirados em seus quadros. Este projeto foi inaugurado na mansão de Donald Trump em Palm Beach, FL, com a presença de diversas celebridades, inclusive Debbie Gibson, David Carradine e Dan Haggerty. 
Em dezembro de 2007 a artista passou a morar parte do ano em [Teresina, PI], onde sua arte para vestir está sendo fabricada. 
Em novembro de 2013 o norueguês Kjetil Breien Furuseth abriu a loja Naza Art & Fashion, em [Porto de Galinhas], praia da cidade de [Ipojuca], [Pernambuco}. Naza é também residente da Flórida e a Califórnia, por parte do ano.

## Realizações
Exposições nas seguintes galerias e museus: Art and Design Gallery, Miami, FL, Arte Maior Galeria, Recife, PE, Galeria PatryMony, Recife, PE, MASP (Museu de Arte de São Paulo), Prêmio Pirelli de Pintura Jovem, São Paulo, SP, Galeria Montmartre, Teresina, PI, Galeria Piauhy, Teresina, PI, Salão Nacional da FENAB, São Paulo, SP, Salão Nacional da FENAB, Belo Horizonte, MG (Prêmio Aquisição), Salão Nacional da FENAB, Rio de Janeiro, RJ, Galeria Magna, Ciudad de Panamá, Panamá, Galeria Marcorama, Ciudad de Panamá, Panamá, Galeria Ganexa, Ciudad de Panamá, Panamá, Galeria do Banco Nacional de Panamá, Ciudad de Panamá, Panamá, Ardel Gallery, Washington, D.C., Parish Gallery, Washington, D.C., Fayetteville Museum of Art, Fayetteville, NC, Fayetteville Arts Council, Fayetteville, NC, Museu de Las Américas, da Organização das Nações Americanas, OEA, Galeria PatryMony, Recife, PE, Teatro Quatro de Setembro, Teresina, patrocinada pelo Museu do Estado do Piauí, Naza Art Studio, Boca Raton, FL, Galeria GLP, Paris, França, Cornell Museum at Old School Square, Delray Beach, FL, Florida Museum of Hispanic and Latin American Art, Miami, FL, Avant Gallery, Aventura FL, Centro Cultural Vila Riso, Rio de Janeiro, RJ, Governors Club, West Palm Beach, FL, Centro Cultural da Câmara dos Deputados, Brasília, DF, Victory Sports Gallery, Montreal, Quebec, Canada, Art Gallery 93, Nyack, NY, Overseas Gallery, Coral Gables, FL, Clark and Co Gallery (MOCA), Museum of Contemporary Art, Washington D.C., Latino Art Museum, Pomona, CA, Beyond Decor Gallery, Palm Beach, FL, Eleven Eleven Gallery, Boca Raton, FL, UNIFOR- Universidade de Fortaleza, Fortaleza, CE, Gallery Six, Fort Lauderdale, FL, e Museu Ozildo Albano, Picos, PI.
Universidade de Fortaleza (2023) com a exposição Naza na Natureza, uma exposição feita metade em realidade virtual e outra metade em envelopamento de árvores do campus, com tecidos que continham representações de suas obras.
Organizou eventos beneficentes para: Miami Project to Cure Paralysis (Buoniconti Fund), Hope House, The Haven, Home Safe e Cystic Fibrosis Foundation. Ajudou a levantar fundos para: Best Boddies, Save the Manatee Club, e Friends of The Florida Panther.
Arte Publicada nos livros:
Série American Heroes (capa), John Glenn, autor: Larry Dane Brimner, 
Diana in Art, London, autor: Mem Mehmet, Inglaterra,
O Figurativo Abstrato de Naza (Abstracted Realism by Naza), autor: Suzane Jales, editora: Triunviratum, 
Who’s Who in America, Marquis, R.R. Bowker Reference Publishing Company
Who’s Who in the World, Marquis, R.R. Bowker Reference Publishing Company
Retratos do Brasil, autor: Carlos Borges, 
Who is Who in American Art,Marquis, R.R.Bowker, Reference Publishing Company, International Art Diary, editor: Giancarlo Politi,
Mis Cantares Mis sentimientos, autor: Julio Antelo, 
Sonho Americano, autor: Âgela Bretas,
Poesias, autor: Ângela Bretas,
Angélica Rosa, autor: Angélica Rosa,
Prêmios:
Woman of Distinction, Soroptimists of America, Boca Raton/Deerfield Beach, FL <ref>[http://articles.sun-sentinel.com/1996-02-05/news/9602050068_1_claudine-ryce-portrait-painting "Portrait Preserves Memories, Slain Boy's Parents Praise Boca Artist"], ''The Sun Sentinel'', February 05, 1996, Sarah Lundy</ref>, medalha Croix d’Argent, Mérite Dévouement Français, Paris, França, Menção Honrosa em competição estadual, Fayetteville Museum of Art, Emerging Artist Grant, Fayetteville Arts Council, Fayetteville, NC, Brazilian Press Award, Fort Lauderdale, FL, Voto de Aplauso do Senado Federal, Brasilia, DF, Comenda Renascença, do Governo do Piauí, Teresina, PI, e Voto de Aplauso do Senado Federal, pelo Senador Heráclito Fortes, Brasília, DF, Segundo lugar, aquarela,  MSA Art Competition, Fort Clayton, Panamá, terceiro lugar, acílico, Arts Center Spring Exhibition, Howard Air Force Base, Panamá.
Palestrante para: Cornell University, Ithaca, NY, Fayetteville State University, Fayetteville, NC, International Club, Boca Raton, FL, Florida Atlantic University, Boca Raton, FL.

## Obras
- Portrait of President Barack Obama, Washington, D. C., (2013)
- “American Brazilian”, coleção do Presidente Bill Clinton, Washington, D.C., (1995)
- Retrato de Ivana Trump, casa de Ivana Trump em Palm Beach, FL, (1996)
- Retrato de Chico Bento, coleção de Maurício de Sousa, São Paulo, SP, (1998)
- Retrato de Roberto Carlos, residência de Roberto Carlos, Rio de Janeiro, RJ, (1999)
- Retrato de Vera Loyola, Residência de Vera Loyola, Rio de Janeiro, RJ, (1995)
- Retrato de Ayrton Senna, Instituto Ayrton Senna, São Paulo, SP, (1995)
- Retrato de Viviane Senna, Residência de Viviane Senna, São Paulo, SP, (1997)
- Retrato da Condessa de Hoernle, residência da Condessa, Boca Raton, FL, (1996)
- Retrato do Senador Heráclito Fortes, Brasília, DF, (1997)
- Retrato do Deputado Luís Eduardo Magalhães, Salvador, BA, (1997)
- Jimmy Ryce, Jimmy Ryce Center for Victims of Predatory Abduction, Miami Beach, FL, (1994)
- Retrato de Dr. Frederico Garcia, Academia de Westpoint, NY, (1994)
- Retrato da Senhora Yolanda Queiroz, Grupo Edson Queiroz, Fortaleza, CE (1997)
- Retrato Da Senhora Felicidad Noriega, esposa do General Noriega, Ciudad de Panamá, Panamá(1986)